# Cuchcabal

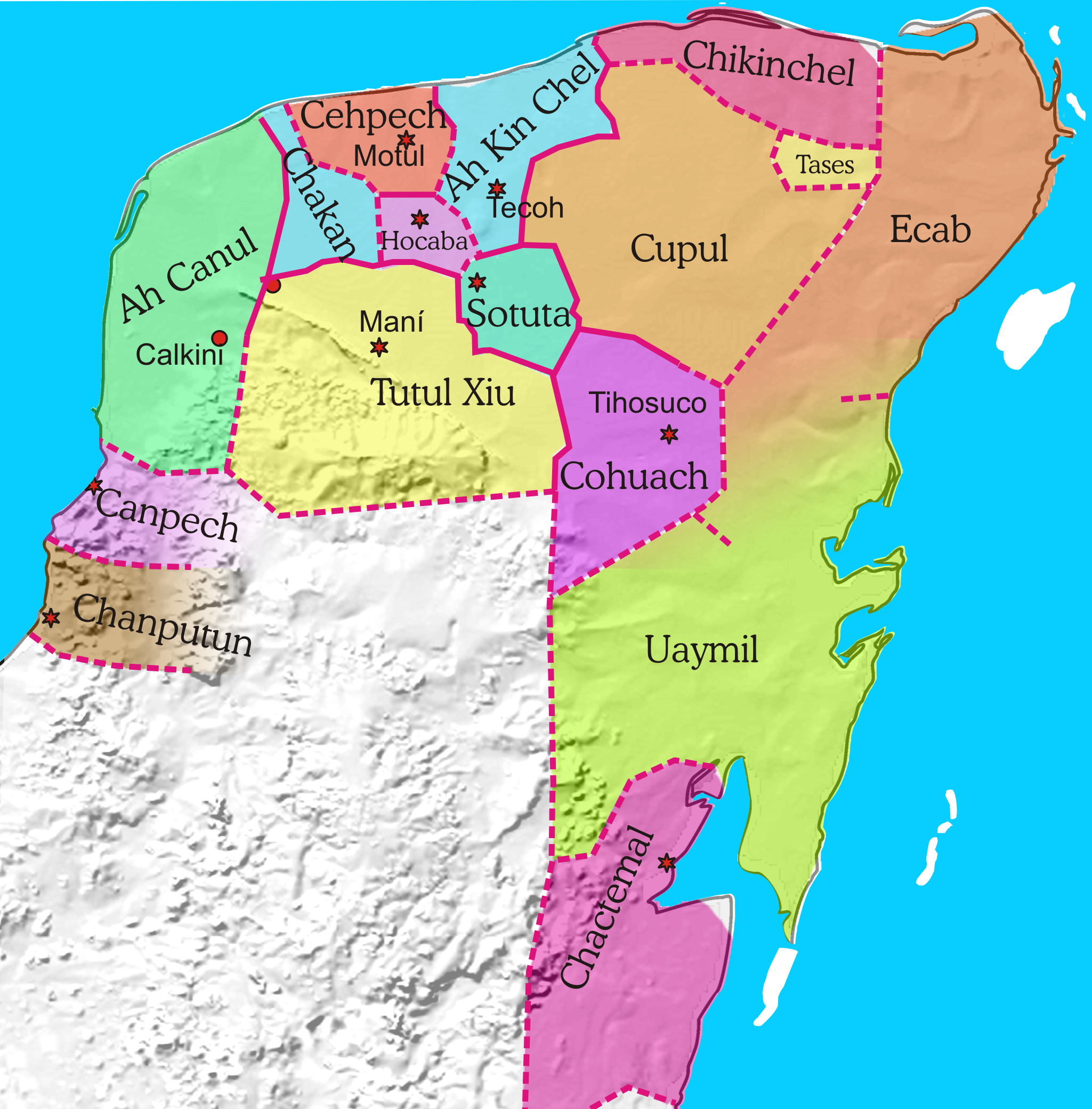
Politische Gliederung Yucatáns um 1500

Cuchcabal ist die Bezeichnung der Fürstentümer der Maya auf Yucatán in der Landessprache (Mayathan) während der späten Postklassik.

## Geschichte
Die Cuchcabal entstanden spätestens mit dem Fall von Mayapán im Jahre 1461, haben aber teilweise bereits vorher als Herrschaftsgebiete oder Provinzen bestanden, teilweise lassen sich diese bis in die Zeit der Hegemonialmacht Chichén Itzás oder dessen Fall im Jahre 1224 belegen. Die Cuchcabal bestanden bis in die Zeit der Konquista und wurden erst durch die Spanier im 16. Jahrhundert durch Umstrukturierungen aufgelöst.
Insgesamt bestanden um 1500 auf Yucatán 16 solcher Territorien: Ah Canul, Ah Kin Chel, Ceh Pech, Can Pech, Chactemal, Chakán, Chan Putum, Chikinchel, Cochuah, Cupul, Ekab, Hocabá, Sotuta, Tases, Tutul Xiu und Uaymil.
Ein weiteres Mayafürstentum, das 1194 ebenfalls von Chichén Itzá aus gegründet wurde, war Tayasal auf einer Insel im Petén-Itzá-See. Erst 1697 kam es unter spanische Herrschaft. Die Bezeichnung Cuchcabal lässt sich jedoch keineswegs auf Tayasal oder die bereits in den 1520er Jahren vernichteten Fürstentümer der Hochlandmaya übertragen, da dort kein Mayathan gesprochen wurde.

## Politik und Verwaltung
Die politische Struktur der einzelnen Cuchcabal war sehr differenziert und konnte stark voneinander abweichen. In jedem Fall hatte stets der lokale Adel, welcher die weltliche und geistliche Oberschicht stellte, die Exekutive, Legislative und Judikative.
Aus der Zerschlagung der sogenannten Liga von Mayapán gingen zwar die Tutul Xiu als Sieger hervor, beherrschten aber nur ihr eigenes Fürstentum mit der Hauptstadt Maní. Einige der zentralnordwestlichen Fürstentümer Yucatáns, Ah Canul, Ah Kin Chel, Can Pech und Hocabá waren Anhänger bzw. Koalitionäre der Xiu. Die Cocom hingegen, welche – nachdem sie Mayapan verlassen hatten – in Sotuta residierten und ebenfalls nur dieses Fürstentum beherrschten, waren weiterhin eine führende Macht. Cochuah und Cupul waren loyale Verbündete der Cocom. So war eine in Erbfeindschaft gepflegte Polarität in Yucatán entstanden, die sich auch in der Konquista niederschlug. Denn die Xiu nahmen die Spanier freundlich auf und koalierten mit diesen, während die Cocom mit ihren Verbündeten erbitterten und lange Zeit auch erfolgreichen Widerstand leisteten.
Die einzelnen Cuchcabal standen also untereinander häufig und teilweise andauernd im Krieg, es bestand aber auch eine Kultur des diplomatischen Austauschs und des Handels untereinander. Auch gab es gemeinsame religiöse Zentren, etwa auf Cozumel oder in Chichén Itzá, vielleicht auch in Izamal.
Einige der Cuchcabal wurden zentral durch einen Halach Huinik regiert, dem die Batab als Stadtfürsten unterstellt waren. Hierzu zählten neben Tutul Xiu und Sotuta auch Ah Kin Chel, Ceh Pech, Cochuah und Hocabá. In den anderen Fürstentümern konnte sich keine zentrale Macht etablieren. Dort regierten die Batab allein. In Ah Kanul und Cupul etwa konnte die jeweils gleichnamige Familie die Mehrheit der Batab stellen, wodurch eine auskömmliche und koordinierte Politik leicht umzusetzen war. Auch die bis hierhin nicht genannten verbleibenden Cuchcabal wurden ausschließlich von Batab regiert, die jedoch gelegentlich auch gegeneinander agierten, wie beispielsweise in Chikinchel. Sowohl die Stellung eines Halach Hunik als auch die eines Batab war dem Adel vorbehalten und wurde patrilinear vererbt.